# Off the Wall (canción)
«Off the Wall» es una canción del cantante estadounidense Michael Jackson, incluida como sencillo en el álbum homónimo. Fue escrita por el compositor inglés Rod Temperton y producida por Quincy Jones para el sello discográfico Epic Records.
Alcanzó el puesto 10 en las listas Billboard Hot 100 y el número cinco en el Billboard Soul Singles Chart de Estados Unidos.
Líricamente, la canción trata sobre superar los problemas y que no debemos dedicarnos todo el tiempo al trabajo, sino también darle un tiempo a la diversión.
Fue bien recibida por los críticos de música y se convirtió en el tercer sencillo entre los 10 primeros de Jackson de Off the Wall, que finalmente generó cuatro sencillos entre los 10 primeros; Jackson fue la primera persona en lograr esto.

## Recepción
Stephen Thomas Erlewine de AllMusic destacó la canción en su álbum de estudio. Robert Christgau escribió aclamado: "la melodía del título sugiere que tal vez lo que hace a Stevie Wonder (quien aporta una buena balada) un bicho raro no sea su genio o incluso su ceguera sino el hecho de que desde la infancia su principal contacto con el mundo real ha estado en el escenario y en la cama".

## Presentaciones en vivo
Jackson interpretó la canción en la segunda etapa de The Jacksons 'Destiny Tour (1979), así como en el Triumph Tour (1981) y el Victory Tour (1984). Interpretó la canción solo en la primera etapa de su Bad Tour (1987), su primera gira en solitario. Durante el HIStory World Tour (1996), la canción se incluyó en el medley de Off the Wall (también con las canciones "Rock With You" y "Don't Stop 'Till You Get Enough") en algunas listas de reproducción de conciertos.

## Lista de canciones
sencillo 7" (Estados Unidos)
1. «Off the Wall» – 3:47
2. «Get on the Floor» – 4:37

sencillo 7" (Reino Unido)
1. «Off the Wall» – 4:06
2. «Working Day and Night» – 5:04

## Versiones oficiales
1. Álbum Versión – 4:05
2. Remix – 4:01  – Incluida en el sencillo británico y en el resto del mundo
3. 7" Remix – 3:47  – Apareció como sencillo en E.U.A. y Japón
4. Edit – 3:46  – Incluida en el álbum Essential Collection
5. Junior Vásquez Mix – 5:13  – Incluida en el sencillo de Stranger in Moscow
6. Live – 4:00 – Incluida en  The Jacksons Live!

Los sencillos de Estados Unidos y Japón presentan el remix con una duración de 3:47, mientras que el Reino Unido y el resto del mundo tienen el otro remix con una duración de 4:01.

## Posicionamiento en listas

### Listas semanales
| Lista (1979-1980)                                      | Máxima posición |
| ------------------------------------------------------ | --------------- |
| Australia (Kent Music Report)                          | 94              |
| Canadá (RPM Top Singles)                               | 11              |
| Estados Unidos (Billboard Hot 100)                     | 10              |
| Estados Unidos (Billboard Hot R&B/Hip-Hop Songs)       | 5               |
| Estados Unidos (Cash Box Top 100)                      | 11              |
| Estados Unidos (Radio & Records CHR/Pop Airplay Chart) | 9               |
| Irlanda (IRMA)                                         | 20              |
| Noruega (VG-lista)                                     | 4               |
| Nueva Zelanda (Recorded Music NZ)                      | 14              |
| Países Bajos (Single Top 100)                          | 18              |
| Países Bajos (Dutch Top 40)                            | 23              |
| Reino Unido (UK Singles Chart)                         | 7               |
| Suecia (Sverigetopplistan)                             | 9               |
| Sudáfrica (Springbok Radio)                            | 20              |
| Lista (2009)                                           | Máxima posición |
| Estados Unidos (Billboard Digital Songs)               | 51              |
| Países Bajos (Single Top 100)                          | 20              |
| Reino Unido (UK Singles Chart)                         | 73              |
| Suecia (Schweizer Hitparade)                           | 81              |

### Lista de fin de año
| Lista (1980)                              | Posición |
| ----------------------------------------- | -------- |
| Canadá (RPM Top Singles)                  | 69       |
| Estados Unidos (Billboard Hot 100).       | 79       |
| Estados Unidos (Cash Box Top 100 Singles) | 84       |

## Certificaciones
| Región                                                    | Certificación | Unidades/ventas certificadas |
| --------------------------------------------------------- | ------------- | ---------------------------- |
| Estados Unidos (RIAA)                                     | Platino       | 1,000,000 ^                  |
| ^ Cifras de ventas basadas únicamente en la certificación |               |                              |

## Personal
- Voz principal y coros: Michael Jackson
- Bajo: Louis Johnson
- Batería: John Robinson
- Guitarra solista: David Williams
- Guitarra rítmica: Marlo Henderson
- Piano eléctrico y sintetizadores: Greg Phillinganes
- Percusión: Paulinho Da Costa
- Trompeta: Jerry Hey y Gary Grant
- Saxofón alto y flauta: Larry Williams
- Saxofón tenor y alto, flauta: Kim Hutchcroft
- Trombón: William Reichenbach
- Arreglos rítmicos y vocales de Rod Temperton

## Samples
- Mariah Carey sampleó "Off the Wall" en su canción "I'm That Chick", que se incluye en su álbum de 2008 E = MC².[25]
- El productor de Vaporwave, Saint Pepsi, sampleó "Off The Wall" en la canción "Enjoy Yourself", una línea que aparece en el coro de la canción original.